# Felanitx
Felanitx è un comune spagnolo di 18 270 abitanti situato nella comunità autonoma delle Baleari, sull'isola di Maiorca.